# Colpolopha latipennis
Colpolopha latipennis är en insektsart som beskrevs av Carl Stål 1878. Colpolopha latipennis ingår i släktet Colpolopha och familjen Romaleidae. Inga underarter finns listade i Catalogue of Life.